# Mine de Viru
 (mars 2025).
La mine de Viru est une mine souterraine de schiste bitumineux située en Estonie. Elle a fermé en juin 2013